# Festival Pianistico Internazionale di Brescia e Bergamo
Il Festival Pianistico Internazionale di Brescia e Bergamo si svolge tutti gli anni a Brescia e Bergamo ed è considerato fra le più importanti manifestazioni del genere in campo mondiale.

## Storia

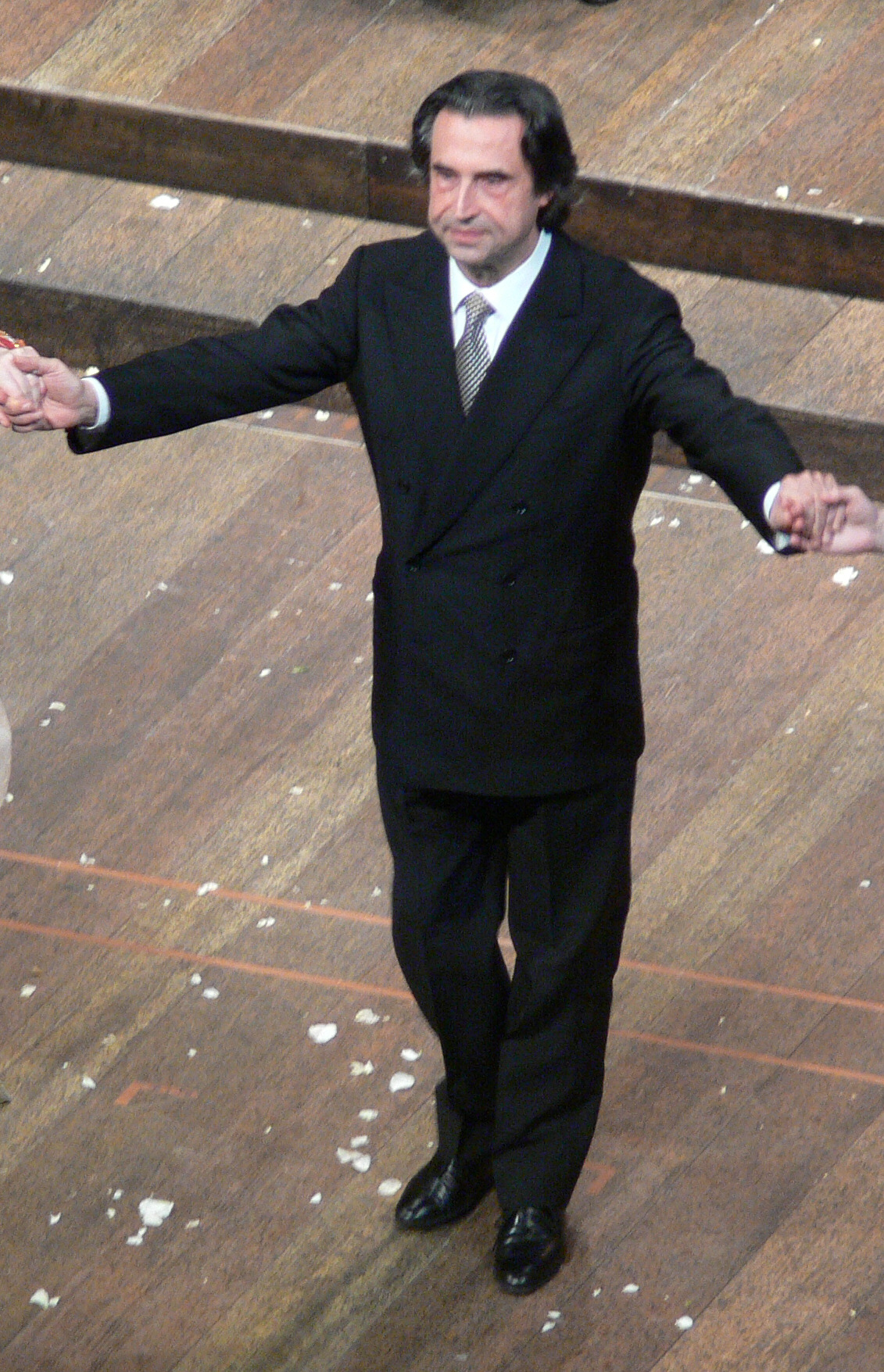
Il maestro Muti, vincitore del premio "Arturo Benedetti Michelangeli" nel 2005

Il festival è nato nel 1964 per onorare la figura del grande pianista italiano Arturo Benedetti Michelangeli nato a Brescia. Data la vicinanza, la sede si è poi estesa anche alla città di Bergamo. 
Lo scopo della manifestazione è quello di portare la cultura musicale fra il grande pubblico portandolo alla conoscenza della letteratura pianistica che va dalla fine del XVIII al XX secolo. 
Sin dagli inizi ha presentato i più eminenti pianisti del mondo affermandosi così fra le manifestazioni più importanti in campo pianistico.
Altra importante prerogativa del festival è stata quella di proporre composizioni di musica contemporanea presentando opere di autori in prima mondiale. Fra queste si ricordano opere di Olivier Messiaen e Stockhausen per citare i più noti. 
Le stagioni sono state spesso monografiche, dedicate all'opera di un compositore, e nel corso di un quarantennio sono state eseguite stagioni legate ai più importanti musicisti come Ludwig van Beethoven, Wolfgang Amadeus Mozart, Fryderyk Chopin, Maurice Ravel, Claude Debussy, Johannes Brahms, Robert Schumann, Sergei Rachmaninov ed altri.
I concerti si svolgono presso il Teatro Grande di Brescia ed il Teatro Donizetti di Bergamo con la partecipazione dell'Orchestra Gasparo da Salò, già dalle prime edizioni orchestra stabile del Festival, sostituita nel 2014 dall'orchestra La Filarmonica del Festival.
Fra i solisti che si sono esibiti, oltre ad Arturo Benedetti Michelangeli, si possono citare Martha Argerich, Uto Ughi, Grigory Sokolov Alicia de Larrocha, Ivo Pogorelich, Krystian Zimerman, Maurizio Pollini e molti altri ancora. Moltissime le orchestre ospiti dirette dai più importanti direttori d'orchestra fra i quali si citano Georg Solti, Carlo Maria Giulini, Yuri Termikanov, Wolfgang Sawallisch, Georges Prêtre, Pierre Boulez, Lorin Maazel, Riccardo Muti, Claudio Abbado ed altri ancora.
Oltre ai più celebri pianisti si sono esibiti, nel corso delle edizioni, anche celebri strumentisti e cantanti come Luciano Pavarotti, Leyla Gencer, Svjatoslav Teofilovič Richter, Claudio Arrau, Géza Anda, Wilhelm Kempff, Nikita Magaloff, Wladimir Ashkenazy, Aldo Ciccolini, Alexis Weissenberg, Alfred Brendel, Radu Lupu, Maria Tipo, András Schiff, Severino Gazzelloni, Salvatore Accardo, Mario Brunello, Mischa Maisky, Chung Myung-whun e molti altri.

## Il premio "Arturo Benedetti Michelangeli"
A partire dall'anno 2000 il comitato organizzatore del festival, insieme alla Fondazione CAB, ha deciso di attribuire ad ogni edizione un premio dedicato al pianista, a favore all'artista di punta della rassegna corrente.
| Edizione | Nazionalità | Pianista              |
| -------- | ----------- | --------------------- |
| 2000     | Italia      | Maurizio Pollini      |
| 2001     | Argentina   | Martha Argerich       |
| 2002     | Islanda     | Vladimir Ashkenazy    |
| 2003     | Russia      | Mstislav Rostropovich |
| 2004     | Stati Uniti | Lorin Maazel          |
| 2005     | Italia      | Riccardo Muti         |
| 2006     | Romania     | Radu Lupu             |
| 2007     | Russia      | Evgenij Kissin        |
| 2008     | Russia      | Grigory Sokolov       |
| 2009     | Cina        | Lang Lang             |
| 2011     | Italia      | Uto Ughi              |
| 2012     | Lettonia    | Mischa Maisky         |
| 2014     | Russia      | Yuri Temirkanov       |
| 2016     | Giappone    | Mitsuko Uchida        |